# Giovanni Calcagno
Giovanni Calcagno (Paternò, 22 ottobre 1971) è un attore e regista teatrale italiano.

## Biografia
Inizia a studiare recitazione al Centro di ricerca teatrale Molo 2 di Catania diretto da Gioacchino Palumbo nel 1996, per poi passare dalla Scuola internazionale di cinema e teatro di Ischia di Mario Martone, regista che segnerà la sua carriera teatrale, inserendolo nel coro dell'Edipo a Colono (2004) e in Serata a Colono (2012) e portandolo al Teatro Stabile di Torino per Morte di Danton (2016). In campo teatrale istituisce il centro di ricerca Casa-Teatro del cantastorie nella nativa Paternò dopo aver fondato la compagnia teatrale Baternù.
Dopo aver diretto alcuni suoi lavori, ha riscritto in siciliano Il piccolo principe di Antoine de Saint-Exupéry.
Approda al cinema con Buongiorno, notte (2003) di Marco Bellocchio e nel 2009 Giulio Manfredonia lo dirige in Si può fare, dove ottiene il Ciak d'Oro assieme all'intero cast del film. Nel 2012 partecipa a La città ideale, un progetto di Luigi Lo Cascio, ed è con lui anche nella sua trasposizione teatrale dell'Otello di William Shakespeare, al fianco di Vincenzo Pirrotta con cui costruisce negli anni un sodalizio artistico che travalica i confini della Sicilia con diverse opere teatrali interpretate assieme.
Nel 2007 i Manetti Bros. lo contrappongono a Francesco Arca come antagonista nella settima stagione della serie televisiva Rex, dove recita in tre episodi per poi chiudere il suo ciclo la stagione successiva. Con i registi romani lavora anche nell'ultima stagione di L'Ispettore Coliandro - Il ritorno. Nel 2011 è protagonista assieme ad Alessio Boni e Vanessa Incontrada della miniserie I cerchi nell'acqua di Umberto Marino, andata in onda su Canale 5.
Assieme alla regista veneta Alessandra Pescetta fonda La Casa dei santi, interpretando e producendo La città senza notte, poi selezionato per il Taormina Film Fest del 2015.

## Filmografia

### Cinema
- Buongiorno, notte, regia di Marco Bellocchio (2003)
- La passione di Giosuè l'ebreo, regia di Pasquale Scimeca (2004)
- Il regista di matrimoni, regia di Marco Bellocchio (2005)
- Pandemia, regia di Lucio Fiorentino (2008)
- Si può fare, regia di Giulio Manfredonia (2008)
- Malavoglia, regia di Pasquale Scimeca (2009)
- La scomparsa di Patò, resgia di Rocco Mortelliti (2010)
- Noi credevamo, regia di Mario Martone (2010)
- La città ideale, regia di Luigi Lo Cascio (2012)
- Amiche da morire, regia di Giorgia Farina (2012)
- La nostra terra, regia di Giulio Manfredonia (2013)
- Il racconto dei racconti - Tale of Tales, regia di Matteo Garrone (2014)
- La città senza notte, regia di Alessandra Pescetta (2015)
- La Befana vien di notte, regia di Michele Soavi (2018)
- Il traditore, regia di Marco Bellocchio (2019)
- Il primo Natale, regia di Ficarra e Picone (2019)
- Paradise - Una nuova vita, regia di Davide del Degan (2020)
- Il mio corpo vi seppellirà, regia di Giovanni La Parola (2021)
- Morrison, regia di Federico Zampaglione (2021)
- Il mostro della cripta, regia di Daniele Misischia (2021)
- Diabolik, regia dei Manetti Bros. (2021)
- Koza Nostra, regia di Giovanni Dota (2022)
- Una boccata d'aria, regia di Alessio Lauria (2022)
- Spaccaossa, regia di Vincenzo Pirrotta (2022)
- Nero, regia di Giovanni Esposito (2024)
- L'origine del mondo, regia di Rossella Inglese (2024)

### Televisione
- Roma – serie TV, episodi: L'Aquila rubata, Trionfo (2006)
- Eravamo solo mille, regia di Stefano Reali – miniserie TV (2007)
- La baronessa di Carini, regia di Umberto Marino – miniserie TV (2007)
- Squadra Antimafia - Palermo oggi – serie TV, episodio: Squadra Antimafia (2009)
- Edda Ciano e il comunista, regia di Graziano Diana – film TV (2011)
- I cerchi nell'acqua, regia di Umberto Marino – miniserie TV (2011)
- Nero Wolfe – serie TV (2012)
- Un passo dal cielo 2 – serie TV (2012)
- R.I.S. Roma - Delitti imperfetti – serie TV, episodio 3x04 (2012)
- Paolo Borsellino - I 57 giorni, regia di Alberto Negrin – film TV (2012)
- Che Dio ci aiuti – serie TV, episodio 2x04 (2013)
- Il restauratore – serie TV, episodio 2x02 (2014)
- Gli anni spezzati, regia di Graziano Diana – miniserie TV (2014)
- La Bella e la Bestia, regia di Fabrizio Costa – miniserie TV (2014)
- Rex – serie TV, 4 episodi (2014-2015)
- L'Oriana, regia di Marco Turco – miniserie TV (2015)
- I misteri di Laura – serie TV, episodio 1x02 (2015)
- L'ispettore Coliandro – serie TV, episodi 5x01-6x05 (2015-2017)
- Non uccidere – serie TV, episodi 2x03-2x04 (2017)
- Buongiorno, mamma! – serie TV (2021-2023)
- Anna, regia di Niccolò Ammaniti – miniserie TV (2021)
- L'arte della gioia, regia di Valeria Golino – miniserie TV (2024)

## Teatro
- Antigone, regia di Gioacchino Palumbo (1997)
- Il mistero, regia di Gioacchino Palumbo (1999)
- Le mosche, regia di Gioacchino Palumbo (1999)
- Medea, regia di Gioacchino Palumbo (2000)
- Dialoghi in carcere, regia di Giovanni Calcagno (2000)
- Il quadro delle meraviglie, regia di Gioacchino Palumbo (2001)
- Ntrizzu Babbu, regia di Giovanni Calcagno (2002)
- Pa', regia di Anna Redi (2003)
- Figli di Ciullo, regia di Giovanni Calcagno (2003)
- Gli dei in bocca, regia di Alessandra Pescetta (2004)
- Edipo a Colono, regia di Mario Martone (2004)
- Eumenidi, regia di Vincenzo Pirrotta (2004)
- Don Giovanni, regia di Mario Martone (2004)
- 'U Ciclopu, regia di Vincenzo Pirrotta (2005)
- Il volo del falcone, regia di Manuel Giliberti (2005)
- Il piccino, regia di Vincenzo Pirrotta (2005)
- La sagra del Signore della nave, regia di Vincenzo Pirrotta (2006)
- Filottete, regia di Vincenzo Pirrotta (2007)
- I Malavoglia, regia di Pasquale Scimeca (2008)
- Etna - Cunti sutta la montagna, regia di Giovanni Calcagno (2009)
- Gilgamesh, regia di Giovanni Calcagno (2009)
- Urania, regia di Lisa Natoli (2009)
- Straniero di Sicilia, regia di Giovanni Calcagno (2010)
- Diceria dell'untore, Vincenzo Pirrotta (2010)
- Abitare Palermo, regia di Enrique Vargas (2010)
- I pugni in tasca, regia di Stefania De Santis (2011)
- Diari del Giappone, regia di Giovanni Calcagno (2012)
- Le notti di Casimiro, testo di Alberto Samonà (2012)
- Il cavaliere oscuro, regia di Giovanni Calcagno (2013)
- Serata a Colono, regia di Mario Martone (2013)
- Otello, regia di Luigi Lo Cascio (2014)
- Orlando Innamorato, regia di Mimmo Cuticchio (2015)
- Il piccolo principe, regia di Giovanni Calcagno (2016)
- Horcynus Orca, regia di Claudio Collovà (2016)
- Morte di Danton, regia di Mario Martone (2016)